# SIG-Sauer P228
La SIG P228 es una pistola semiautomática de doble acción fabricada por la empresa suizo-alemana SIG-Sauer (Schweizerische Industrie Gesellschaft y J. P. Sauer & Sohn). Es la versión compacta de la pistola SIG P226.
La SIG Sauer P228 fue desarrollada a partir del modelo SIG Sauer P226 en 1989 de la misma manera como la anterior P225 había sido desarrollada de la P220, lo que significa que los diseñadores redujeron básicamente la longitud del cañón así como el diseño de la empuñadura. La forma general de la P228 también se hizo ligeramente menos angular y más adecuada para llevarse oculta. Alrededor de 1991, la P228 fue adoptada por las fuerzas armadas de los Estados Unidos como la pistola M11 y usada por la policía militar y  algunas otras unidades. La P228 es también altamente popular como arma policial y civil, además es usada ampliamente por fuerzas del orden en Europa y los Estados Unidos.